# Соснови Бор
Соснови Бор (рус. Сосновый Бор) град је и важан индустријски центар на крајњем западу Лењинградске области, на северозападу европског дела Руске Федерације. Због свог великог привредног значаја Соснови Бор се налази на листи затворених градова и странцима је приступ граду омогућен само уз специјалне дозволе. Административно представља јединствену градску општину на подручју области, и обухвата територију површине 72 km².
Према проценама националне статистичке службе за 2015. у граду је живело 67.397 становника.

## Географија
Град Соснови Бор налази се на крајњем западу Лењинградске области и лежи на јужној обали Финског залива, односно његовог секундарног Копорског залива, на месту где се у залив улива река Коваши. Сам град се налази на око 80 km југозападно од историјског центра града Санкт Петербурга, са којим је директно повезан железничком пругом и аутопутем.
Административно је уређен као центар Сосновоборског градског округа, и засебна је административна целина унутар Лењинградске области. Градски округ је у виду полуенклаве са три стране окружен територијом Ломоносовског рејона, док је на западу и северозападу обала Финског залива. Градско средиште лежи се на надморској висини од 20 m.

## Историја
На месту савременог града током XVII века постојало је село које се звало Устја (Ушће, рус. Устья), а поменуто село се у писаним изворима по први пут помиње под тим именом на карти Ингерманландије коју је 1676. на основу шведских извора саставио Август Бергенхајм. Под истим именом село се помиње и на картама из 1704. и 1705. године.
Савремени град званично је основан 10. децембра 1958. године као радничка варошица у којој је требало да станују запослени у оближњој Лењинградској нуклеарној електрани. Четири године касније у граду са радом почиње Институт за нуклеарну енергију, а радови на Лењинградској нуклеарки окончани су 1973. године, када је у погон пуштен њен први блок. Иако је у почетку Соснови Бор административно припадао Ломоносовском рејону, одлуком обласних власти од 19. априла 1973. Соснови Бор добија статус званичног града обласне субординације и издваја се из припадајућег рејона као засебна административна целина.
Због изузетно великог значаја у привредном и војном смислу приступ граду је строго забрањен свим страним држављанима, и самим тим Соснови Бор постаје један од, у то време, 44 затворена града Совјетског Савеза. Године 1981. са радом је почео и четврти блок Лењинградске нуклеарке, чиме је капацитете ове електране достигао 4 милиона kWh електричне енергије, а сама електрана је стекла статус за то време највећег електроенергетског објекта на свету.
Одлуком локалних власти Лењинградске области № 22-оз од 31. марта 2005. подручје града Сосновог Бора добија статус засебне општинске целине као Сосновоборски градски округ са административним рангом који се изједначава са другостепеним општинама (рејонима).
Дана 30. августа 2007. започели су радови на изградњи потпуно нове нуклеарне електране са планирана 4 нуклеарна реактора. Планирано је да прва два енергетска блока са радом почну током 2017. године.

## Демографија
Према подацима са пописа становништва из 2010. у граду је живело 65.788 становника, док је према проценама националне статистичке службе за 2015. град имао 67.397 становника. по том параметру Соснови Бор се налазио на 237. месту међу 1.114 званичних градова у Русији.
| 1838. | 1959. | 1970.  | 1979.  | 1989.  | 2002.  | 2010.  | 2015.  |
| ----- | ----- | ------ | ------ | ------ | ------ | ------ | ------ |
| ---   | 1.762 | 14.035 | 42.205 | 55.800 | 66.132 | 65.788 | 67.397 |